# لاتوافقية
اللاتوافقية (بالإنجليزية: Incompatibilism) هي الرأي القائل بأن الكون الحتمي يتعارض تمامًا مع فكرة أن الأشخاص لديهم إرادة حرة، ويتم تعريف هذا الأخير على أنه قدرة الفاعلين الواعين على اختيار مسار عمل مستقبلي من بين العديد من البدائل المادية المتاحة. وبالتالي، فإن اللاتوافقية تعني أن هناك انقسامًا بين الحتمية والإرادة الحرة، حيث يجب على الفلاسفة دعم أحدهما أو الآخر، وليس كليهما. تتم متابعة وجهة النظر اللاتوافقية بثلاث طرق مختلفة على الأقل: ينكر الليبرتاريون أن الكون حتمي، وينكر الحتميون الصعبون وجود أي إرادة حرة، وينكر المتشائمون اللاتوافقيون (اللاحتميون الصعبون) أن الكون محدد وتلك الإرادة الحرة موجودة.
تتناقض اللاتوافقية مع التوافقية، التي ترفض الفصل بين الحتمية والإرادة الحرة.